# Аксумский обелиск
Аксумский обелиск (амх. የአክሱም ሐውልት) — памятник архитектуры древнеэфиопского города Аксума.
Обелиск высотой 24 метра и весом 160 тонн был создан во времена древнего Аксумского царства (IV век н. э.). Покрыт замысловатым узором — в том числе на нём изображены две фальшивые двери и фальшивые окна. Вершина обелиска — закруглённая, покрытая металлическими вставками.
В 1937 году итальянцы, захватившие Эфиопию, вывезли Аксумский обелиск в Италию, где он был установлен в Риме.
Несмотря на решение ООН о возвращении памятника Эфиопии, принятое ещё в 1947 году, он был возвращён Эфиопии только в 2005 году.
В 2008 году обелиск был установлен в Аксуме рядом со стелой царя Эзаны.
Для возвращения обелиска использовался самолёт Ан-124. Транспортировка была осуществлена в три этапа. Во время каждого из них перевозили треть монумента общей массой 160 тонн и длиной 24 метра. В Аксуме модифицировали взлётную полосу для того, чтобы принять такой большой самолёт.
Несколько подобных обелисков меньшего размера сохранились до наших дней в других городах Эфиопии и Эритреи.